# Крымский пескарь
Крымский пескарь (лат. Gobio krymensis) — вид лучепёрых рыб из семейства карповых.

## Описание
Длина тела до 13 см, масса до 45 г. Продолжительность жизни около 4 лет. Тело удлиненное, относительно высокое, умеренно сжатое с боков. Грудь и горло полностью покрытые чешуей, иногда чешуя на брюхе доходит только до задних концов основ грудных плавников или чуть дальше вперед (грудь и горло могут быть частично или почти полностью голыми). Хвостовой стебель сжатый с боков, относительно короткий. Усики длинные, достигают переднего края глаза, заходят за него. Глаза относительно небольшие. Анальное отверстие находится ближе к анальному плавнику.

## Ареал
Эндемик Крыма. Встречается в крымских реках Альма, Кача, Салгир, Бурульча, Биюк-Карасу и др., в водохранилищах (Альминском, Бахчисарайском, Симферопольском и других), а также в прудах.

## Биология
Пресноводная речная донная стайная рыба преимущественно чистых, хорошо аэрированных вод рек и водохранилищ предгорного и горного типа, не избегает равнинных замкнутых водоемов и прудов. В реках держится прибрежной зоны, где живет на участках с умеренным течением и каменистым, песчано-галечным или песчаным, несколько заиленным грунтом. Часто прячется среди камней, под подмытыми берегами, затопленными деревьями и т. п. Половой зрелости достигает на 2—3 годах жизни. Размножение в мае-июне. Нерест проходит на прогретых отмелях, в водохранилищах икра откладывается на камни и растительность. Питается преимущественно животными бентоса (черви, личинки насекомых и др.), а также икрой рыб и частично растительностью.